# اللغة النرويجية الوسطى
النرويجية القديمة (بالبوكمول: mellomnorsk؛ بالنينوشك: mellomnorsk، millomnorsk) أحد أشكال اللغة النرويجية التي كانت محكية من سنة 1350 حتى سنة 1550 وكانت آخر مرحلةٍ للغة النرويجية في حالتها الأصلية، قبل أن تزيح اللغةُ الدنماركية اللغةَ النرويجية باعتبارها اللغة المكتوبة الرسمية لما هو الآن النرويج.

## تاريخ اللغة
وصل الطاعون الأسود إلى النرويج في سنة 1349، مسبباً موت 60% من السكان. سارعَ هذا على الأرجح العملية الحالية لتطور اللغة.
يُشار إلى اللغة في النرويج بين سنة 1350 حتى سنة 1550 عموماً بالنرويجية الوسطى. مرت اللغة خلال هذه الحقبة في تغيراتٍ شتى: تبسطت نماذج صرفية، بما في ذلك خسارة حالاتٍ نحوية وتسوية التصريف الشخصي في الأفعال. وجرى اختزال صوائت أيضاً، في بعض اللهجات، بما في ذلك أجزاءاً من النرويج، مختزلةً العديد من الصوائت غير المشددة في نهاية الكلمة إلى حرف "e" الشائع المشترك.
خضعت الوحدات الصوتية أيضاً لتغيرات. اختفت الاحتكاكيات السنية التي تُمثل بـ ثورن و ð من اللغة النرويجية، سواءاً بدمجهم بنظيريهما الانفجاريان الممثلان بـ t و d على الترتيب، وبفقدانهما معاً.

## دنمركة اللغة المكتوبة
خلال القرن الخامسة عشر، توقف استخدام النرويجية تدريجياً كلغة مكتوبة. عند نهاية القرن السادسة عشر، قرر كريستيان الرابع ملك الدنمارك (1577-1648) ترجمة وإعادة النظر في «قانون الدولة» (landslov) الخاص بماغنوس السادس ملك النرويج، والذي كُتب بالشمالية الغربية القديمة. في 1604، طُحت النسخة المعدلة من القانون. تُمثل ترجمة القانون علامةً فارقة للانتقال إلى اللغة الدنماركية باعتبارها لغة الإدارة في النرويج.